# أندريه ميشو
أندريه ميشو (بالفرنسية: André Michaux)‏ عالم نبات فرنسي ولد في 8 آذار 1746 في فرساي بضواحي باريس، وتوفي في 11 تشرين الأول 1802 في مدغشقر. تتلمذ على يد عالم النبات الشهير برنار دو جوسيو.

## روابط خارجية
- أندريه ميشو على موقع الموسوعة البريطانية (الإنجليزية)